# Páni z Vřesovic
Páni z Vřesovic jsou původně český vladycký (respektive rytířský) rod, který počátkem 17. století povýšil nejprve do panského a později do hraběcího stavu. Jejich předkové pocházeli z Moravy.

## Počátky rodu
Za předky Vřesovců jsou považováni moravští vladykové Medvídkové z Vřesovic, kteří se uvádějí ve 2. polovině 14. století.
Jeden z jejich potomků, Jakub (zvaný Jakoubek), odešel do Čech a během husitských válek se stal jedním z husitských hejtmanů. Na počátku své kariéry působil v severočeské Bílině. Roku 1426 se podílel na vítězství v bitvě u Ústí nad Labem, kde porazil několikatisícovou rytířskou jízdu a dobyl město, které následně ovládl. Poté se stal vůdčí osobností severočeských husitů, seskupených v tzv. lounsko-žateckém svazu, sestávajícím z Žatce, Loun a Slaného.
Po bitvě u Lipan se podvolil Zikmundovi, který mu daroval například Chomutov, Toužim, Ploskovice či Kostomlaty. Po jeho smrti pak podporoval Albrechta II. Habsburského, poté sloužil jeho synovi Ladislavu Pohrobkovi a nakonec, až do své smrti, Jiřímu z Poděbrad. Zemřel roku 1462.
Jakoubek po sobě zanechal syna Jana, zakladatele města Toužim, který měl pět synů. Rod se pak rozdělil do pěti větví: Kyšperští z Vřesovic, Doubravští z Vřesovic, Kostomlatští z Vřesovic, Brozanští z Vřesovic a Žlutičtí z Vřesovic. Vřesovci drželi převážně majetky v severních a severozápadních Čechách.

## Kyšperští z Vřesovic

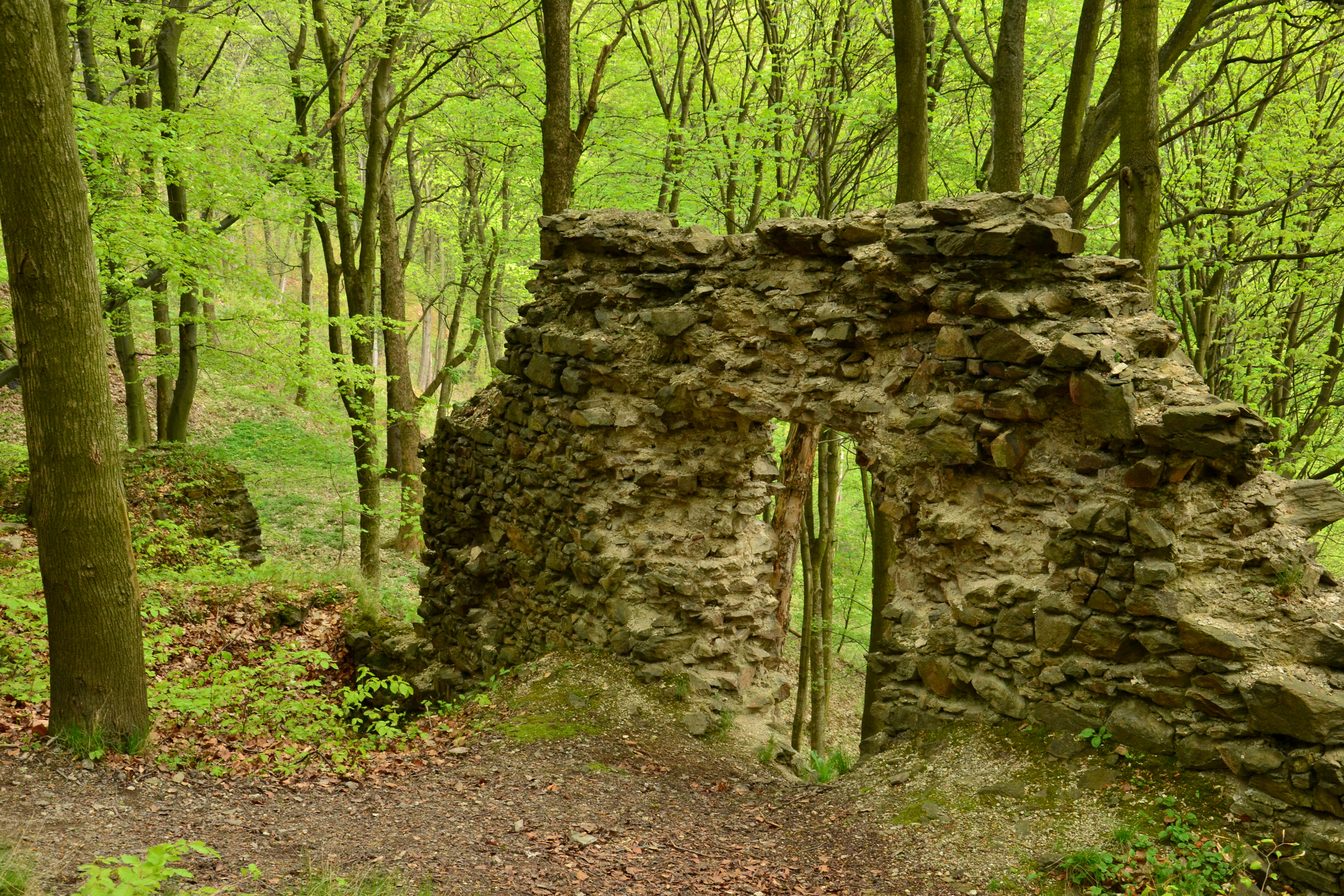
Zřícenina hradu Kyšperk

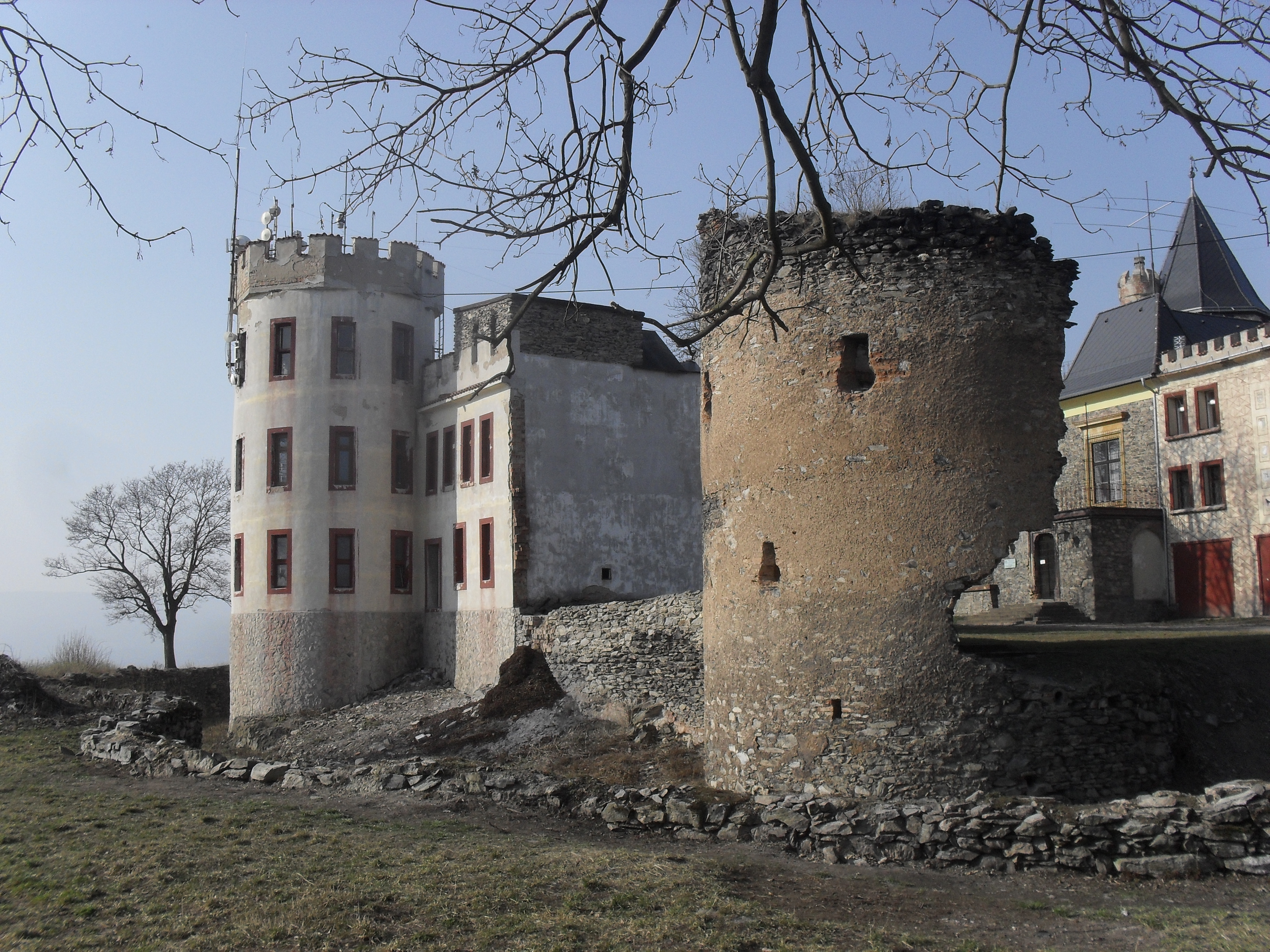
Hrad Doubravská Hora

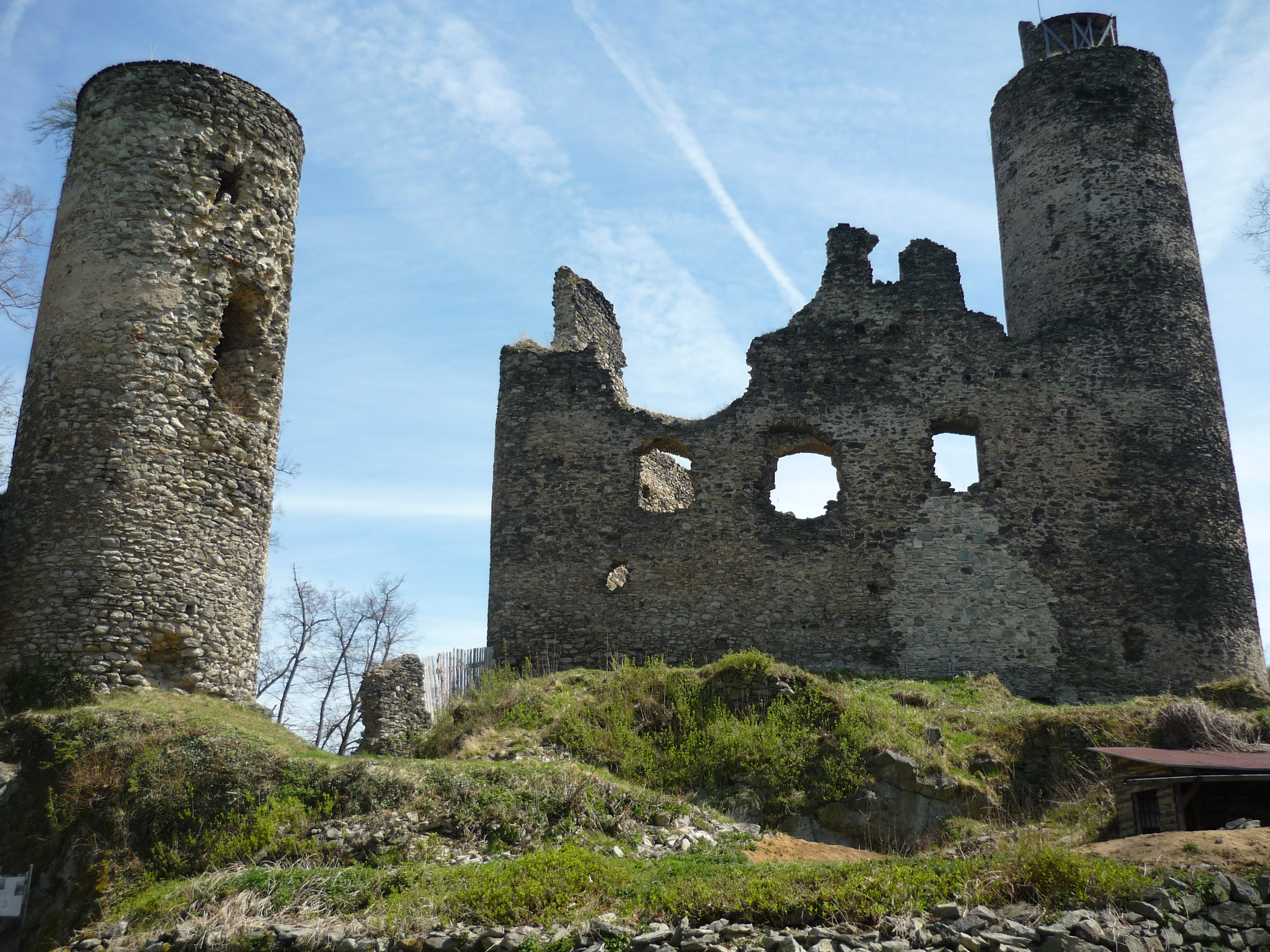
Kostomlaty

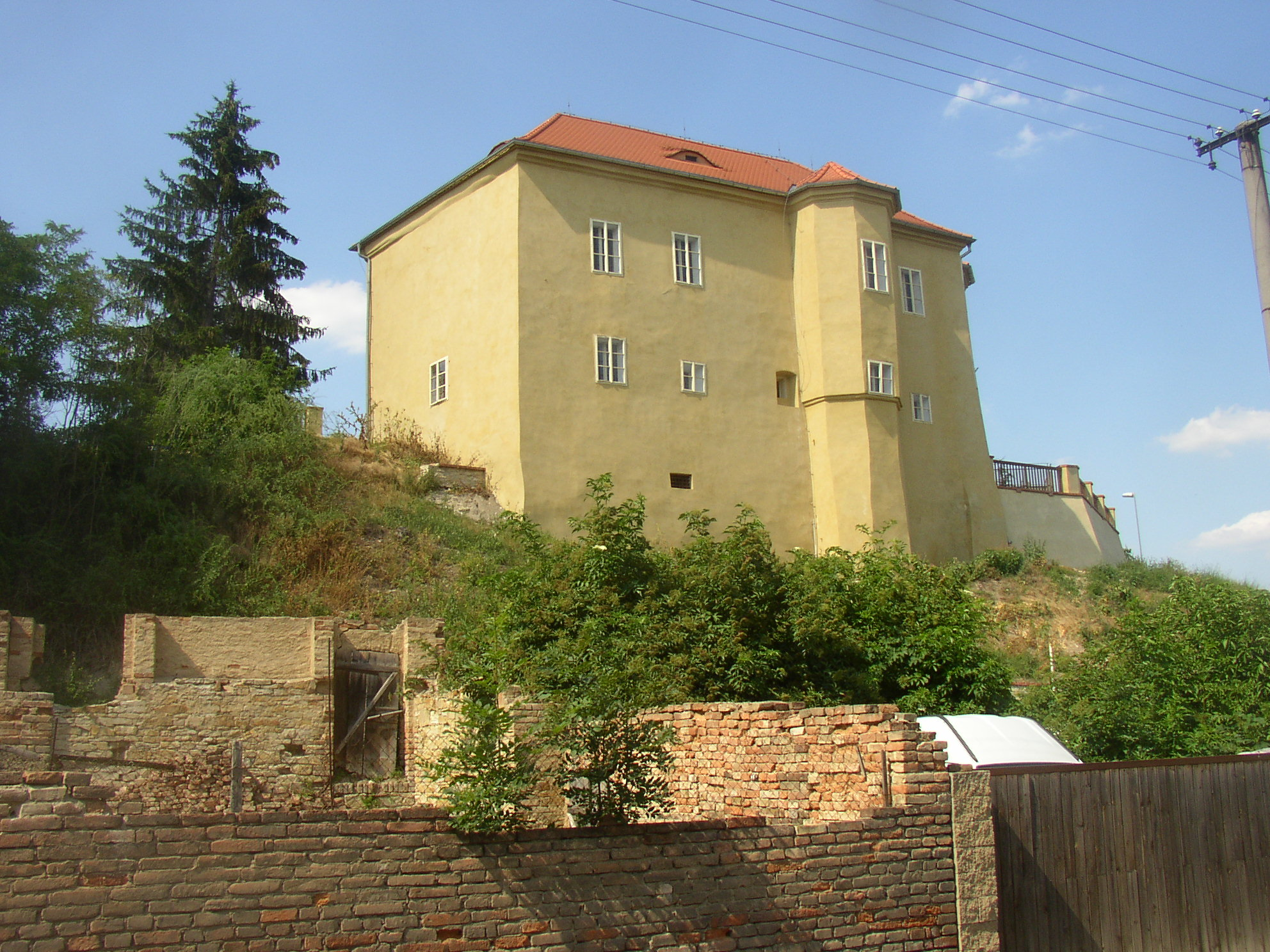
Brozany nad Ohří

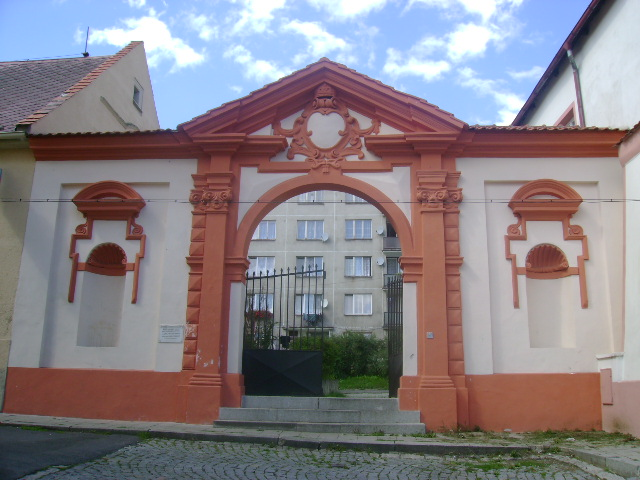
Jediným pozůstatkem žlutického hradu a zámku je brána v horní části náměstí

Nejstaršího syn Jana z Vřesovic Jaroš Kyšperský z Vřesovic (1430?–1488?) získal během dělení rodových majetků hrad Kyšperk u Krupky. Zanechal po sobě tři syny, z nichž vynikl zejména nejstarší syn Jakub, který byl nejprve hejtmanem žateckého kraje a poté dokonce královským podkomořím. Jakub zemřel v bitvě u Moháče. Rod Kyšperských z Vřesovic se posléze nadále větvil. Kyšperští po třicetileté válce zdědili majetky a tituly po svých vymřelých příbuzných Doubravských z Vřesovic. Jejich majetky se tehdy stala například panství Všeruby a Bělá.
Poslední příslušník rodové větve a vlastně i celého rodu Vřesovců po meči říšský hrabě Jan Maxmilián Kyšperský z Vřesovic zemřel v roce 1755 na svém statku v Přívozci. Po Janu Maxmiliánovi dědili Dohalští z Dohalic.

## Doubravští z Vřesovic
Druhý syn Jana z Vřesovic Jan Ilburk z Vřesovic († 1485) získal pouze drobné statky v severních Čechách. Jako služebník královny vdovy Johany a krále Vladislava Jagellonského však získal privilegované postavení a povolení ke stavbě hradu na Doubravské hoře. Ještě větších úspěchů dosáhl jeho syn Vilém, hejtman litoměřického kraje a královský prokurátor. Vilémův syn Volf z Vřesovic a Doubravské Hory (1532–1569) vykonával funkce hejtmana Pražského hradu, nejvyššího písaře a nakonec se stal prezidentem královské komory. Řídil komisi, která se zabývala revizí zemského zřízení a jejíž závěry vydal vlastním nákladem v roce 1564.
Volfův bratr Václav z Vřesovic a Doubravské Hory (1532–1583) byl luteránské víry a stál v čele komise, která měla vypracovat návrh znění České konfese. Text doma tajně vytiskl, čímž upadl v nemilost u císaře Maxmiliána II. Musel se proto stáhnout do ústraní a věnoval se literatuře, alchymii a chystal se sepsat práci o českých dějinách, zaměřenou na Přemyslovce. Známou postavou z doubravské větve rodu byl rovněž Šebestián z Vřesovic, který proslul svou úlohou v procesu s Jiřím z Lobkovic.
Synové někdejšího hejtmana hradeckého kraje a karlštejnského purkrabí Jana z Vřesovic Vilém a Volf Ilburk Doubravští z Vřesovic v roce 1607 povýšili do panského stavu. Vilém zastával úřad kutnohorského mincmistra a díky katolické víře a věrnosti císaři po bitvě na Bílé hoře získal i hraběcí titul a podíl na konfiskacích, ve kterých levně koupil Bělou, Nekmíř, Podmokly.[zdroj⁠?!] Jeho syn Jan Vikhart z Vřesovic zemřel roku 1659 a byl posledním mužským členem doubravské větve.

## Kostomlatští z Vřesovic
Třetí syn Jana z Vřesovic Jakub Kostomlatský získal hrad Kostomlaty. Zanechal po sobě zanechal sedm synů, kteří společně drželi hrad a okolní statky. Jakubův nejmladší syn Jindřich, sídlící na hradě Pajrek, se stal zemským škůdcem a byl popraven roku 1520.
Po roce 1571 spravovala vdova Anna Kostomlatská z Vřesovic panství Liběšice. Po jejím druhém sňatku se panství rozpadlo na dvanáct dílů sřadou majitelů, kteří mezi sebou vedli spory omajetek, ale roku 1617 připadlo úštěckému Jiřímu Sezimovi z Ústí.
Kostomlatší z Vřesovic žili ještě během 17. století. Jelikož se však nevzdali své protestantské víry, mnozí z členů rodu se stali se exulanty. V roce 1629 žila rodina Jana Habarta Kostomlatského z Vřesovic v exilu zprvu v Pirně, v roce 1630 Jan Habart koupil za 30 tisíc zlatých dům v Drážďanech. Z nařízení kurfiřta Jana Jiřího I. Saského byla v roce 1637 vyšetřována Barbora, vdova po Janu Habartovi, za to, že se v jejím drážďanském domě konají nepovolené české pobožnosti. Posledním mužským členem rodové větve byl Volf Rudolf Kostomlatský z Vřesovic, syn Jana Habarta, který zemřel roku 1690 v Drážďanech.

## Brozanští z Vřesovic
Čtvrtý syn Jana z Vřesovic Jindřich byl velmi ambiciózní a snažil se obnovit někdejší rodové dominium do podoby, jaké mělo za časů jeho děda Jakoubka. Dočasně se stal držitelem Toužimi, Žlutic, Bíliny a Kostomlat. Za celý svůj život však nikdy nezískal politickou moc. Na sklonku života získal tvrz v Brozanech nad Ohří. Politicky úspěšný byl Jindřichův syn Jaroslav, jenž se stal na počátku vlády krále Ferdinanda jedním ze dvou zemských hejtmanů. Konec svého života strávil na Křivoklátě, jehož byl zástavním držitelem. Brozany pak zdědil Jaroslavův bratr Jiří. Jeho syn Jindřich byl královským místokomorníkem a místosudím. Zemřel bezdětný a tak po něm Brozany zdědil jeho bratr Zikmund Brozanský, který byl královským radou. Jeho syn Jan Václav Brozany roku 1605 prodal a poté se o rodu Brozanských z Vřesovic ztrácejí stopy.

## Žlutičtí z Vřesovic
Pátý syn Jana z Vřesovic Jan zvaný Žlutický († 1495), měl sice původně získat Toužim a Bukovinu, ale nakonec se stal pánem Žlutic. Jeho syn Jan II. Žlutický po krátkou dobu zastával úřad hejtmana žateckého kraje. Velmi se zadlužoval u žlutických měšťanů, a tak město roku 1537 prodal pánům z Plavna. Poté sídlil několik let na hradě Skalka v Českém Středohoří, který však roku 1544 prodal předchozím vlastníkům Kaplířům ze Sulevic. Další osudy Jana II. Žlutického nejsou příliš známy.

## Erb

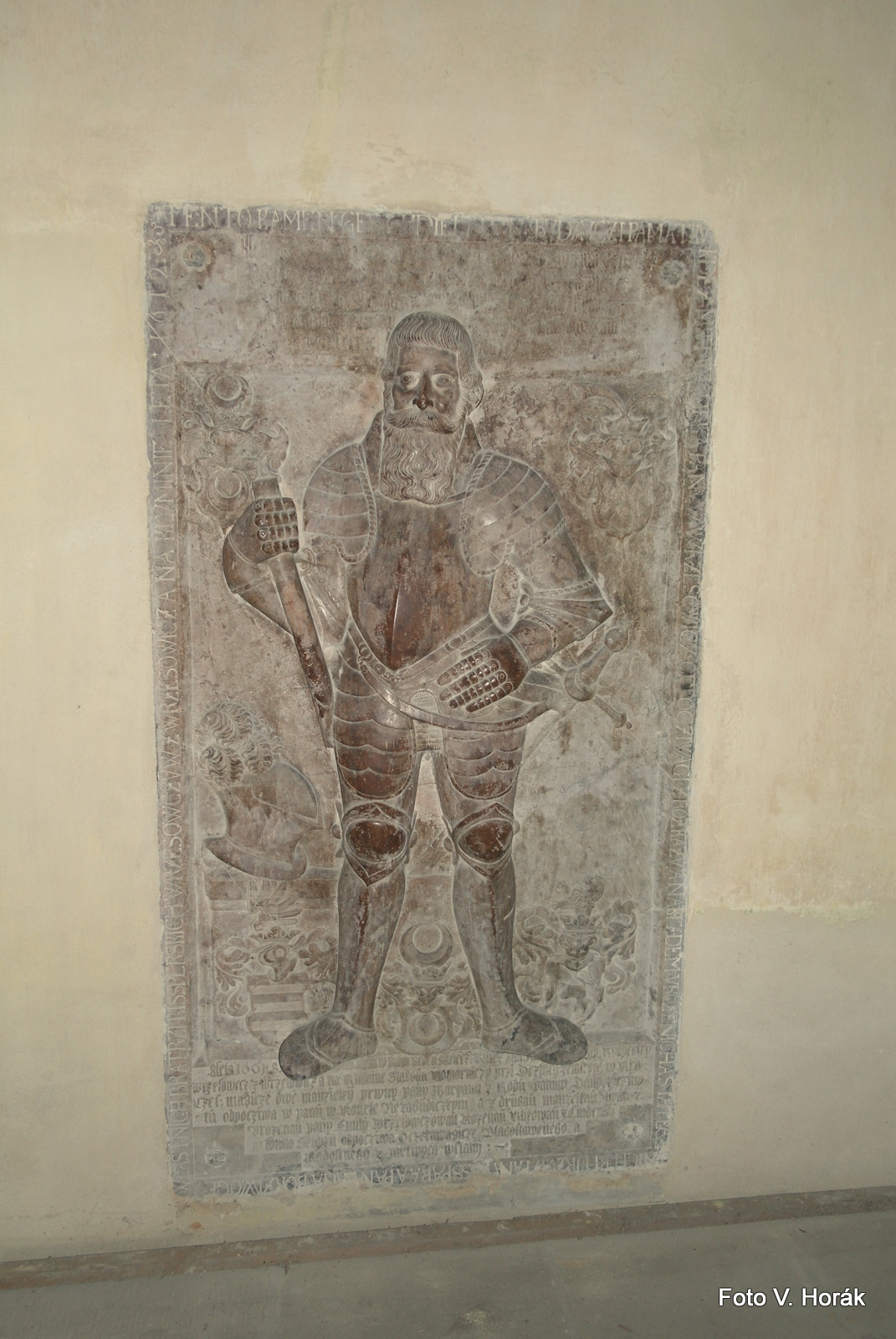
Náhrobek Jetřicha z Vřesovic z kostela v Chlumíně

V modrém štítu měli zlatý půlměsíc s rohy směřujícími nahoru. Jsou však známy i jinak barevné varianty.

## Příbuzenstvo
Spojili se s Kolovraty, Kozelky z Hřivic, Gutštejny, Smiřickými, Beřkovskými ze Šebířova, Salmy či Raisry z Horažďovic.